# NRP Ave
O NRP Ave, ex-86F, foi um torpedeiro. O grupo F foi construído pela Ganz-Danubius em Fiume e na vizinha Porto Re entre outubro de 1913 e dezembro de 1916. Depois do final da Primeira Guerra Mundial o navio foi um dos cedidos a Portugal.

## Histórico de serviço
Foi lançado a 26 de janeiro 1914 em Fiume.